# Monopisthocotylea
Monopisthocotylea este o subclasă de viermi plați paraziți aparținând clasei Monogenea, care mai conține și subclasa Polyopisthocotylea.

## Clasificare
Subclasa Monopisthocotylea conține următoarele ordine:
- Ordinul Capsalidea
- Ordinul Dactylogyridea
- Ordinul Gyrodactylidea
- Ordinul Monocotylidea
- Ordinul Montchadskyellidea

## Exemple de specii
- Entobdella soleae, din familia Capsalidae, parazit al limbii de mare Solea solea din largul Regatului Unit
- Gyrodactylus salaris, din familia Gyrodactylidae, un parazit letal al somonului de Atlantic în Norvegia
- Calydiscoides euzeti, din familia Diplectanidae, parazit al peștelui Lethrinus rubrioperculatus
- Pseudorhabdosynochus epinepheli, din aceeași familie, parazit al epinefelului, specia-tip a genului Pseudorhabdosynochus, bogat în specii